# Boerentoren
Boerentoren, o literalmente la Torre de los campesinos, tiene 97 metros de altura siendo el edificio más grande de Amberes. La torre es obra de Jan Van Hoenacker, comenzando el proyecto de construcción en 1929. La construcción comenzó en 1931 como proyecto revolucionario, así como el primer rascacielos del continente europeo. El edificio está construido según el estilo art decó, culminando con una altura de 87,5 m, siendo el edificio más grande de Europa en 1959. Su altura final de 97 metros se debe a las reformas producidas en el edificio en 1976. En Amberes, solo la Catedral de Amberes es más alta.